# Campionati europei di atletica leggera 2024 - 10000 metri piani maschili
La specialità dei 10000 metri piani maschili ai campionati europei di atletica leggera 2024si è svolta il 12 giugno allo Stadio Olimpico di Roma, in Italia.

## Podio

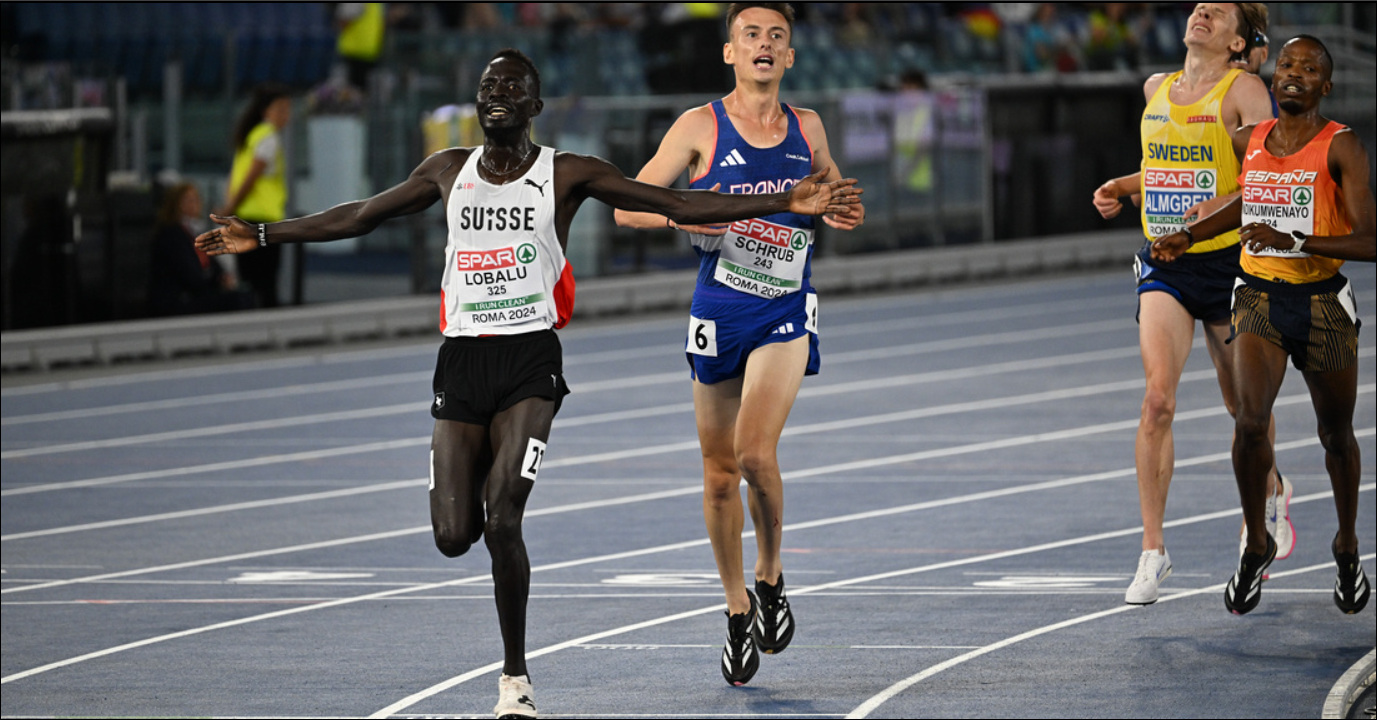
Dominic Lobalu taglia il traguardo

| Pos.    | Atleta               | Nazionalità | Tempo    | Note |
| ------- | -------------------- | ----------- | -------- | ---- |
| Oro     | Dominic Lobalu       | Svizzera    | 28'00"32 |      |
| Argento | Yann Schrub          | Francia     | 28'00"42 |      |
| Bronzo  | Thierry Ndikumwenayo | Spagna      | 28'00"96 |      |

## Situazione pre-gara

### Record
Prima di questa competizione, il record del mondo (RM), il record europeo (EU) ed il record dei campionati (RC) erano i seguenti:
| Record                | Prestazione | Atleta                  | Data                                 | Competizione                                |
| --------------------- | ----------- | ----------------------- | ------------------------------------ | ------------------------------------------- |
| Record mondiale       | 26'11"00    | Joshua Cheptegei Uganda | 7 ottobre 2020 Valencia, Spagna      | NN Valencia World Record Day                |
| Record europeo        | 26'46"57    | Mo Farah Gran Bretagna  | 3 giugno 2011 Eugene, Stati Uniti    | Prefontaine Classic, Diamond League         |
| Record dei campionati | 27'30"99    | Martti Vainio Finlandia | 29 agosto 1978 Praga, Cecoslovacchia | Campionati europei di atletica leggera 1978 |

### Campione in carica
Il campione europeo in carica era:
| Campione | Atleta                     | Prestazione | Data                                       | Competizione |
| -------- | -------------------------- | ----------- | ------------------------------------------ | ------------ |
| Europeo  | Yemaneberhan Crippa Italia | 27'46"13    | 21 agosto 2022 Monaco di Baviera, Germania | Europei 2022 |

### La stagione
Prima di questa gara, gli atleti europei con le migliori tre prestazioni dell'anno erano:
| Pos. | Atleta                    | Prestazione | Data                                                     |
| ---- | ------------------------- | ----------- | -------------------------------------------------------- |
| 1    | Andreas Almgren Svezia    | 26'52"87    | 16 marzo 2024 San Juan Capistrano, Stati Uniti d'America |
| 2    | Isaac Kimeli Belgio       | 27'07"97    | 16 marzo 2024 San Juan Capistrano, Stati Uniti d'America |
| 3    | Patrick Dever Regno Unito | 27'08"81    | 16 marzo 2024 San Juan Capistrano, Stati Uniti d'America |

## Programma
Tutti gli orari sono UTC+2
| Data           | Ora   | Turno    |
| -------------- | ----- | -------- |
| 12 giugno 2024 | 20:12 | Finale B |
| 12 giugno 2024 | 21:44 | Finale A |

## Risultati
I risultati tengono conto della classifica combinata tra le due finali.
| Pos. | Finale | Nome                       | Nazionalità   | Tempo    | Note                                     |
| ---- | ------ | -------------------------- | ------------- | -------- | ---------------------------------------- |
|      | A      | Dominic Lobalu             | Svizzera      | 28'00"32 |                                          |
|      | A      | Yann Schrub                | Francia       | 28'00"48 | Miglior prestazione personale stagionale |
|      | A      | Thierry Ndikumwenayo       | Spagna        | 28'00"96 |                                          |
| 4    | A      | Andreas Almgren            | Svezia        | 28'01"16 |                                          |
| 5    | A      | Jimmy Gressier             | Francia       | 28'01"42 | Miglior prestazione personale stagionale |
| 6    | A      | Patrick Dever              | Gran Bretagna | 28'04"43 |                                          |
| 7    | A      | Tadesse Getahon            | Israele       | 28'09"87 |                                          |
| 8    | A      | Abdessamad Oukhelfen       | Spagna        | 28'10"97 |                                          |
| 9    | A      | Simon Bedard               | Francia       | 28'11"61 |                                          |
| 10   | A      | Valentin Gondouin          | Francia       | 28'11"86 |                                          |
| 11   | A      | Ilias Fifa                 | Spagna        | 28'14"10 |                                          |
| 12   | A      | Efrem Gidey                | Irlanda       | 28'16"94 |                                          |
| 13   | A      | Jonas Raess                | Svizzera      | 28'17"79 |                                          |
| 14   | A      | Isaac Kimeli               | Belgio        | 28'17"84 |                                          |
| 15   | A      | Davor Aaron Bienenfeld     | Germania      | 28'18"19 |                                          |
| 16   | A      | Nils Voigt                 | Germania      | 28'21"28 |                                          |
| 17   | B      | Jesús Ramos                | Spagna        | 28'24"93 |                                          |
| 18   | A      | Zakariya Mahamed           | Spagna        | 28'25"31 |                                          |
| 19   | B      | Eduardo Menacho            | Spagna        | 28'25"62 |                                          |
| 20   | B      | Oliver Löfqvist            | Svezia        | 28'28"42 |                                          |
| 21   | A      | Noah Schutte               | Paesi Bassi   | 28'28"52 |                                          |
| 22   | B      | Dereje Chekole             | Israele       | 28'30"93 |                                          |
| 23   | B      | Francesco Guerra           | Italia        | 28'31"15 |                                          |
| 24   | B      | Ahmed Ouhda                | Italia        | 28'33"50 |                                          |
| 25   | A      | Rory Leonard               | Gran Bretagna | 28'33"66 |                                          |
| 26   | B      | Simon Sundström            | Svezia        | 28'33"93 |                                          |
| 27   | A      | Brian Fay                  | Gran Bretagna | 28'40"53 |                                          |
| 28   | B      | Tom Förster                | Svezia        | 28'41"95 |                                          |
| 29   | B      | Adisu Guadia               | Israele       | 28'42"39 |                                          |
| 30   | B      | Luca Ursano                | Italia        | 28'47"63 |                                          |
| 31   | A      | Barry Keane                | Gran Bretagna | 28'53"34 |                                          |
| 32   | A      | Peter Lynch                | Irlanda       | 29'02"00 |                                          |
| 33   | A      | Yitayew Abuhay             | Israele       | 29'05"32 |                                          |
| 34   | B      | Artūrs Niklāvs Medveds     | Lettonia      | 29'09"03 |                                          |
| 35   | A      | Cormac Dalton              | Irlanda       | 29'15"30 | Miglior prestazione personale stagionale |
| 36   | A      | Bukayawe Malede            | Israele       | 29'27"90 |                                          |
| 37   | B      | Bjørnar Sandnes Lillefosse | Norvegia      | 29'47"03 | Miglior prestazione personale stagionale |
| 38   | B      | Mohammadreza Abootorabi    | Svezia        | 29'55"11 | Miglior prestazione personale stagionale |
| 39   | B      | Konstantinos Stamoulis     | Grecia        | 30'09"67 |                                          |
| 40   | B      | Nikolaos Stamoulis         | Grecia        | 30'42"47 |                                          |
| 41   | B      | Mika Kotiranta             | Finlandia     | 31'25"10 |                                          |
| 42   | B      | Marios Anagnostou          | Grecia        | 31'53"73 |                                          |
|      | B      | Loic Scomparin             | Francia       | dnf      | dnf                                      |
|      | A      | Yemaneberhan Crippa        | Italia        | dns      | dns                                      |
|      | A      | Pietro Riva                | Italia        | dns      | dns                                      |
|      | A      | Samuel Barata              | Portogallo    | dns      | dns                                      |